# Habsburg–Toscanai Ferenc Szalvátor főherceg
Habsburg–Toscanai Ferenc Szalvátor (ismert még mint Toscanai Ferenc Szalvátor főherceg, németül: Erzherzog Franz Salvator von Österreich-Toskana, olaszul: Arciduca Francesco Salvatore d'Asburgo-Toscana; 1866. augusztus 21. – 1939. április 20.), osztrák főherceg, toscanai herceg, Habsburg–Toscanai Károly Szalvátor főherceg és Bourbon–Szicíliai Mária Immakuláta fia, egyben a Császári és Királyi Hadsereg lovassági tábornoka, az Aranygyapjas rend lovagja. Felesége Habsburg–Lotaringiai Mária Valéria főhercegnő, I. Ferenc József császár és király leánya volt.

## Élete

### Származása, testvérei
Ferenc Szalvátor főherceg (teljes nevén Franz Salvator Maria Joseph Ferdinand Karl Leopold Anton von Padua Johann Baptist Januarius Aloys Gonzaga Rainer Benedikt Bernhard von Österreich-Toskana) a Habsburg–Lotaringiai-ház toszkánai ágából származott. Édesapja Habsburg–Toscanai Károly Szalvátor főherceg, Toszkána címzetes hercege (1839–1912) volt, II. Lipót toszkánai nagyherceg és a Bourbon-házból való Mária Antónia nápolyi-szicíliai királyi hercegnő (1814–1898) fia.
Édesanyja Mária Immakuláta Klementina nápoly–szicíliai királyi hercegnő (1844–1899) volt, a Bourbon-házi II. Ferdinánd nápoly–szicíliai király és Mária Terézia Izabella osztrák főhercegnő (1816–1867) leánya. Tíz gyermekük közül hatan  érték meg a felnőtkort, Ferenc Szalvátor született a harmadikként.
1. Mária Terézia Antonietta főhercegnő (1862–1933), aki Károly István főherceghez (1860–1933) ment feleségül.
2. Lipót Szalvátor főherceg (1863–1931) vezérezredes, tüzértábornok.
3. Ferenc Szalvátor főherceg (1866–1939).
4. Karolina Mária Immakuláta főhercegnő (1869–1945), aki Ágost Lipót Szász-Koburg-Gothai herceghez (1867–1922) ment feleségül.
5. Albert Szalvátor főherceg (1871–1896), fiatalon meghalt.
6. Mária Antonietta főhercegnő (1874–1891), fiatalon meghalt.
7. Mária Immakuláta Raineria főhercegnő (1878–1968), aki Róbert württembergi herceghez (1873–1947) ment feleségül.
8. Rainer Szalvátor főherceg (1880–1889), gyermekként meghalt.
9. Henrietta főhercegnő (1884–1886), kisgyermekként meghalt.
10. Ferdinánd Szalvátor főherceg (1888–1891), kisgyermekként meghalt.

### Pályája
A katonai lovassági iskola (Militärreitinstitut) és a vezérkari akadémia (Kriegsschule) elvégzése után 1881-ben hadnagyként került be a hadseregbe. 1889-ben lovassági századossá (Rittmeister) léptették elő. Mária Valéria főhercegnővel, az uralkodó leányával kötött házassága meggyorsította katonai karrierjét. 1911-ben lovassági tábornokká nevezték ki. A 15. huszárezred tulajdonosaként (tiszteletbeli parancsnokaként) vett részt az első világháborúban. A róla elnevezett ezred főleg a tiroli hegyvidéki harcokban ténykedett, a főherceg komolyabb harcban nem vett részt. Kinevezték az önkéntes kisegítő betegápolói szervezet (Freiwillige Hilfspflege) főfelügyelőjévé. A világháború alatt az orosz hadifogságba esett osztrák-magyar katonák javára szervezett segélyakciót.

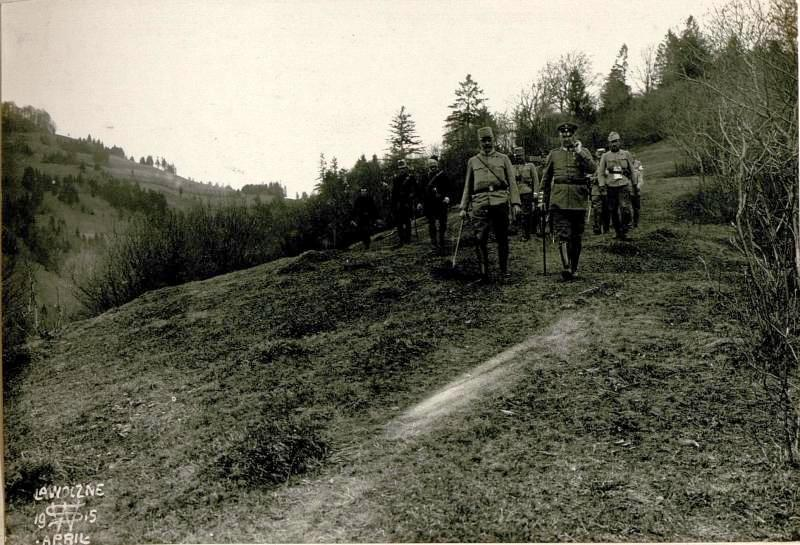
Ferenc Szalvátor főherceg és Linsingen német vezérezredes a lengyel Beszkidekben, Lawoczne környékén (1915)

1916-ban az innsbrucki egyetem orvosi karának díszdoktorává választották. A Nemzetközi Vöröskereszt ausztriai szervezetének és a Magyar Szent Korona országai Vöröskereszt Egyesületnek helyettes fővédnöke lett. Megkapta az Aranygyapjas rendet, és a Magyar Királyi Szent István-rend lovagjai közé is maguk közé választották.
1918. december 1-jén Ferenc Szalvátort – hasonlóan az összes Habsburg főherceghez – „szolgálaton kívüli állományba” helyezték, azaz eltávolították a hadseregből, a Ausztriai Német Tartományok Állami Hadügyi Hivatalának (Deutsch-Österreichisches Staatsamt für Heerwesen) rendelkezése alapján. A következő évben, a Habsburg-törvényt elfogadva, Mária Valériával együtt lemondtak trónigényükról, így Ausztriában maradhattak.
Bátyjához, Lipót Szalvátorhoz hasonlóan Ferenc Szalvátor is érdeklődéssel követte a műszaki fejlődést. A legelsők között vásárolt automobilt, amelyet maga vezetett. Szabad idejében fényképezéssel és festőművészettel foglalkozott.

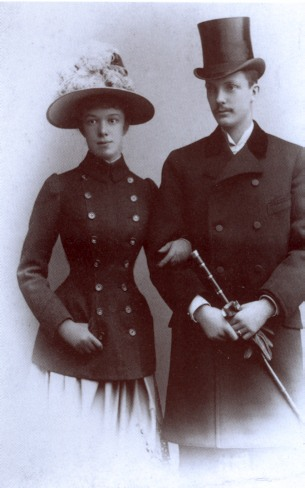
Mária Valéria és Ferenc Szalvátor

### Első házassága, gyermekei
Ferenc Szalvátor főherceg 1890. július 31-én Ischl-ben feleségül vette Mária Valéria főhercegnőt (1868–1924), I. Ferenc József osztrák császár, magyar és cseh király és Erzsébet császárné és királyné legfiatalabb leányát. Házasságukból tíz gyermek született, akiket magányos nagyapjuk, az idős császár nagy szeretettel vett körül:
- Erzsébet Franciska főhercegnő (1892–1930), aki Georg von Waldburg zu Zeil und Trauchburg grófhoz ment feleségül, ő lett a gróf első felesége.
- Ferenc Károly Szalvátor főherceg (1893–1918), aki 1915-ben hadnagyként végzett a hainburgi katonai akadémián. Harcolt Montenegróban, Oroszországban és Romániában, részt vett a belgrádi híd 1916-os újjáépítésében. Utászkapitánnyá léptették elő, spanyolnáthában halt meg az Osztrák–Magyar Monarchia felbomlása után.
- Hubert Szalvátor (1894–1971), aki Rosemary von Salm-Salm hercegnőt, Emanuel von Salm-Salm főherceg leányát vette feleségül. Katonaként harcolt az első világháborúban, 1917-ben utazást tett keleten, az Oszmán Birodalomban, majd 1919-ben elfogadta a Habsburg-törvényt és lemondott trónigényéről.
- Hedvig főhercegnő (1896–1970), aki Bernhard von Stolberg-Stolberg grófhoz ment feleségül.
- Tivadar (Theodor) Szalvátor (1899–1978) főherceg, aki Maria Theresa von Waldburg zu Zeil und Trauchburg grófnőt vette feleségül.
- Gertrúd főhercegnő (1900–1962), aki Georg von Waldburg zu Zeil und Trauchburg gróf második felesége lett, nővérének, Erzsébet Franciskának 1930-ban bekövetkezett halála után.
- Mária Erzsébet főhercegnő (1901–1936).
- Kelemen (Clemens) Szalvátor főherceg (1904–1979), aki Elisabeth Rességuier de Miremont francia grófnőt vette feleségül; később megkapta az Altenburg hercege címet.
- Matild főhercegnő (1906–1991), aki Ernst Hefelhez ment feleségül.
- Ágnes főhercegnő (*/† 1911), egynapos korában meghalt.

### Házasságon kívüli viszonya és fia
Ferenc Szalvátor házassága Mária Valériával harmonikusan indult, de a házasfelek kapcsolata később megromlott. Ferenc Szalvátor más nőkkel kezdett viszonyt. Megismerkedett egy polgári származású német leánnyal, Stephanie Richterrel (1891–1972), aki mindenáron az arisztokraták közé akart emelkedni. Az ismeretség következtében az ambiciózus leány hamarosan teherbeesett Ferenc Szalvátortól. A főherceg apaságát eltussolandó, Stéphanie 1914 májusában férjhez ment Friedrich Franz von Hohenlohe-Waldenburg-Schillingsfürst herceghez. A hercegnévé emelkedett Stephanie fia, aki 1914. december 5-én született meg Bécsben, a Franz Joseph von Hohenlohe-Schillingsfürst hercegi nevet és rangot kapta. 1920-ban Hohenlohe hercege elvált Stephanie-tól, de az asszony és fia megtarthatták hercegi nevüket és rangjukat. Ferenc Szalvátor főherceg, Mária Valéria számára igen megalázó módon még felesége életében törvényesnek ismerte el házasságon kívül született fiát. 
Stephanie von Hohenlohe-Waldenburg-Schillingsfürst az 1920–30-as években – zsidó származása ellenére – sikeresen bejutott több náci vezető (például Ribbentrop, Fritz Wiedemann, Hitler adjutánsa) kegyeibe. Tagja lett Hitler környezetének is. Arisztokrata körökben szerzett kapcsolatait felhasználva számos bizalmas diplomáciai és hírszerzési megbízatást teljesített a nácik szolgálatában. A második világháború elején az Amerikai Egyesült Államokban – mint német állampolgárt – internálták, a háború után a konzervatív német sajtóban dolgozott haláláig. Az osztrák és német történetírásban Hitler kémnőjeként emlegetik („Hitlers Spionin”).

### Második házassága, halála
1934. április 28-án, 10 évvel első feleségének, Mária Valéria főhercegnőnek halála után Ferenc Szalvátor főherceg másodszor is megnősült, ezúttal rangon alul (morganatikus házasságkötéssel). Egy nála sokkal fiatalabb bárókisasszonyt, Melanie Freiin von Riesenfelset (1898–1984) vette feleségül.
Ferenc Szalvátor Bécsben hunyt el, 1939. április 20-án. A Wallsee melletti Sindelburg temetőjében, a családi sírboltban temették el. Özvegye, Melanie von Riesenfels csaknem fél évszázaddal élte túl férjét, 1984. november 10-én halt meg Bécsben.

## Külső hivatkozások
- Két legkisebb gyermeke, Kelemen és Matild főhercegnők.